# Morfina (drag queen)
Morfina, nombre artístico de Cristina Quintana Guzmán (Málaga, 22 de marzo de 1992), es una drag queen y youtuber española, conocida por competir en la primera temporada de Regias del Drag España.

## Carrera
Morfina conoció la cultura drag a través de la escena local madrileña, entablando una amistad con diversas drag queens de la familia Drag Reign. Su primera actuación fue en la fiesta de la Dragalada, en Madrid, cuando llevaba 6 meses haciendo drag.
Morfina ha sido desde sus inicios en el drag una fuerte activista por el papel de las mujeres en esta cultura. Ha asegurado enfrentarse a diversas situaciones de discriminación en entornos LGBT, señalando que muchas personas ven aún el drag como una disciplina exclusiva para hombres.
En febrero de 2022 colaboró en una conferencia acerca de la cultura drag en la Japan Weekend, en Madrid. Ese mismo año participó como invitada en un debate acerca de la cultura drag en España de la mano del programa Gen Playz, moderado por Inés Hernand, que se emitió el 8 de noviembre de 2022, junto a las también artistas drag Yenesi, Marcus Massalami, Hugáceo Crujiente y Carmen Farala.
Actuó además el 28 de mayo del 2023 en la Ravalada XXL de Barcelona, en el que rindió homenaje a Britney Spears. En septiembre acudió como invitada a una competición drag que tuvo lugar en Alhaurín de la Torre, en Málaga.
El 30 de junio de 2024 actuó en el primer aniversario del espectáculo Drag Domination, el cual estuvo presidido por Pandora Nox, ganadora de la primera temporada de Drag Race Germany y Lina Galore, ganadora de Drag Race Italia.

## Filmografía

### Series web
| Año  | Título                 | Papel          | Notas        |
| ---- | ---------------------- | -------------- | ------------ |
| 2022 | Regias del Drag España | Finalista      | 5 episodios  |
| 2022 | Gen Playz              | Ella misma     | 1 episodio   |
| 2023 | Dale al Play           | Copresentadora | 10 episodios |

### Videoclips
| Año  | Título                | Artista                      | Notas |
| ---- | --------------------- | ---------------------------- | ----- |
| 2022 | Chocolate             | Diamante Merybrown           |       |
| 2022 | Enciéndeme el Glamour | The Macarena y Pupi Poisson  |       |
| 2022 | Te voy a Abandonar    | Jota Carajota y La Prohibida |       |
| 2023 | Love For Love         | 71 Digits x Robin S          |       |
| 2023 | Sí soy mujer          | Clover Bish                  |       |
| 2023 | Mi pequeña Chueca     | Keunam                       |       |